# Watertoren (Heerlen Vrieheide)
Deze watertoren staat in Heerlen-Noord, in de buurt Heerlerheide Kom aan het einde van de KSG-straat, net naast de buurt Vrieheide. De watertoren werd gebouwd naar ontwerp van architecten H.W.F.C. Heman en F.H. Steeneken. De toren heeft een hoogte van 41,43 meter en een inhoud van 1000 m³. Na de afwerking van de toren in 1965 werd de oudere toren uit 1915 aan de Heerlerbaan gesloopt.